# Eli Promot
Eli Promot (en llatí Aelius Promotus, en grec antic Αἴλιος προμῶτος) va ser un metge grec d'Alexandria que hauria viscut després de l'època de Pompeu el Gran, probablement al segle i aC encara que alguns historiadors el consideren més antic, excepte Johann Ludwig Choulant que el considera actiu després de la primera meitat del segle i. Probablement és el metge mencionat per Galè només amb el nom d'Aelius.
Va escriure alguns llibres de medicina dels que es conserven manuscrits en algunes biblioteques europees, però només s'han publicat alguns fragments de Δυναμερόν (Medicinalium Formularum Collectio). Dues de les seves obres són citades per Hieró Mercurialis in his variae lectiones i De Venenis et Morbis Venenosis.